# 北村忠兵衛
北村 忠兵衛（きたむら ちゅうべえ、生没年不詳）とは、江戸時代の絵師。

## 来歴
京都清水寺所蔵の「渡海船図」の扁額（絵馬）に「寛永拾壱甲戌暦（1634年）霜月吉日　畫師北村忠兵衛」とあり、この絵の作者とされている。師系や経歴については明らかではないが、土居次義は画風から「狩野派に属する画人」とする。この「渡海船図」は『扁額軌範』（文政2年〈1819年〉序）に「船之図」として取り上げられている。